# بیزواتر شمالی، ویکتوریا
بیزواتر شمالی، ویکتوریا (انگلیسی: Bayswater North, Victoria) در حومه شهر ملبورن استرالیا و در ۲۸ کیلومتری شرق مرکز این شهر قرار گرفته‌است.